# NIS
Network Information Service (em português Serviço de Informações de Rede) ou NIS (originalmente chamado de Yellow Pages ou YP, cujo significado é "páginas amarelas" da rede) é um protocolo de serviço de diretório cliente-servidor para distribuição de dados de configuração de sistema como nomes de usuário e de host/hospedeiro entre computadores em uma rede de computadores. Foi desenvolvido pela Sun Microsystems para facilitar a administração, configuração e manutenção de redes Unix-like juntamente com o NFS. Este faz uso de um repositório central, o NIS server, uma base de dados centralizada na rede que agrega os arquivos de configuração necessários para realizar a manutenção em um host Unix.
Após a empresa British Telecom PLC registrar a marca "Yellow Pages" no Reino Unido para sua lista telefônica impressa, a empresa Sun trocou o nome do seu sistema para NIS, embora todos os comandos e funções ainda iniciassem com "yp".
O protocolo é baseado em Chamadas de Procedimento Remoto (RPC) que utilizam um padrão de representação de dados externo. Em seu funcionamento há três tipos de ambientes NIS: master servers, slave servers e clients.
- O servidores concentram as informações do repositório dos hosts:
  - master servers possuem uma cópia do repositório;
  - slave servers armazenam um espelhamento das informações de forma a garantir redundância e disponibilidade das informações em caso de falha dos servidores master.
- Os clients acessam e fazem uso das informações disponibilizadas pelos servidores.

A base de dados NIS é criada a partir de tabelas (plain text database), tal como /etc/passwd, /etc/shadow e /etc/group. O NIS também pode ser utilizado para outras tarefas mais especializadas (como para /etc/hosts ou /etc/services).